# Bindslev Gamle Elværk
Das Bindslev Gamle Elværk (deutsch Altes Elektrizitätswerk Bindslev) ist ein Elektrizitätswerk im dänischen Ort Bindslev in der Hjørring Kommune, Region Nordjylland. Es ist das letzte Gleichstromkraftwerk Dänemarks.

## Geschichte
1913 entstand erstmals die Idee eines Kraftwerkes zur Stromerzeugung im Ort. 1916 gründeten 26 Bürger eine Genossenschaft, um diese Idee umzusetzen. Seit 1917 wurde in Bindslev Strom mit einem dieselgetriebenen Generator erzeugt. 1919 wurde mit dem Bau des Elektrizitätswerkes begonnen, um das Wasser des Uggerby Å  zur Stromerzeugung zu nutzen. Das Werk wurde zwischen zwei dicht nebeneinander liegenden Flussschleifen errichtet und nahm 1920 seinen Betrieb auf.
Bindslev Gamle Elværk ist eines der wenigen Wasserkraftwerke Dänemarks. Der Strom wird mit dem Wasser des Uggerby Å erzeugt.

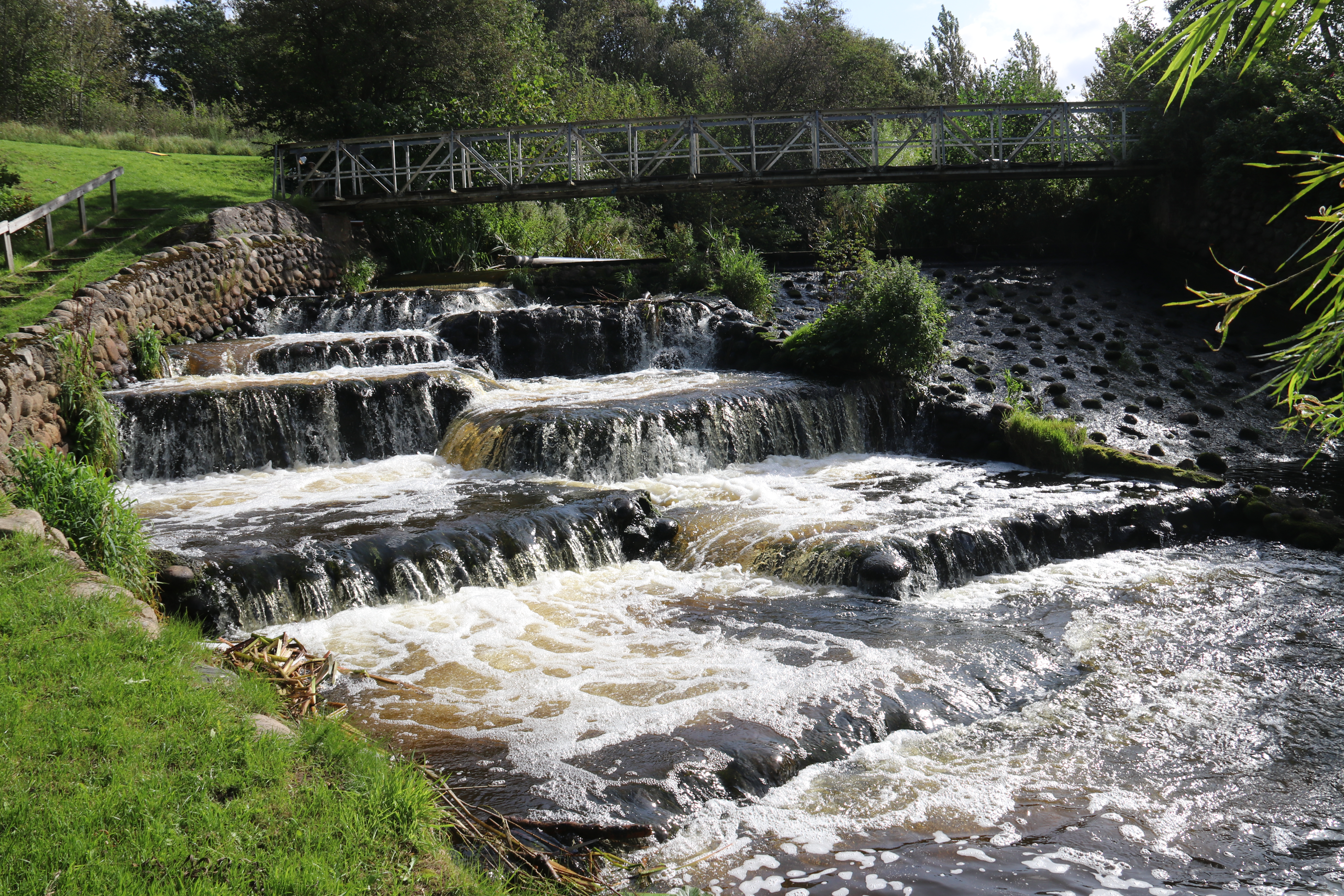
Fischtreppe am Bindslev Gamle Elværk (2019)

Mit Hilfe eines Dammes wurde der Fluss auf drei Meter Höhe angestaut, um das Wasser mit einem Kanal den Turbinen zuzuführen. Gleichzeitig wurde in dem fischreichen Fluss eine Fischtreppe erbaut.
Die Turbinen liegen waagerecht in der Turbinenkammer. Die Turbinenwellen führen in den darüberliegenden Maschinenraum zu einem Getriebe. Es erhöht die Drehzahl der Turbine für den Generator. Mit dieser höheren Drehzahl erzeugt der Generator Gleichstrom.
Da das E-Werk wasserbetrieben ist, war es während des Zweiten Weltkrieges nicht von der Rationierung von Brennstoff betroffen. Allerdings begrenzt der Abfluss des Uggerby Å die Stromerzeugung, da während längerer Trockenzeiten zu wenig Wasser für den Antrieb der Turbinen vorhanden ist, ebenso, wenn der Fluss im Winter zufriert.
Über viele Jahre konnte das Kraftwerk den Strombedarf im Nahbereich decken. Nachdem jedoch der Strombedarf durch Landwirtschaft und örtliche Betriebe immer größer wurde, musste auf eine sichere Versorgung ausgewichen werden. So wurde das Werk 1968 stillgelegt.

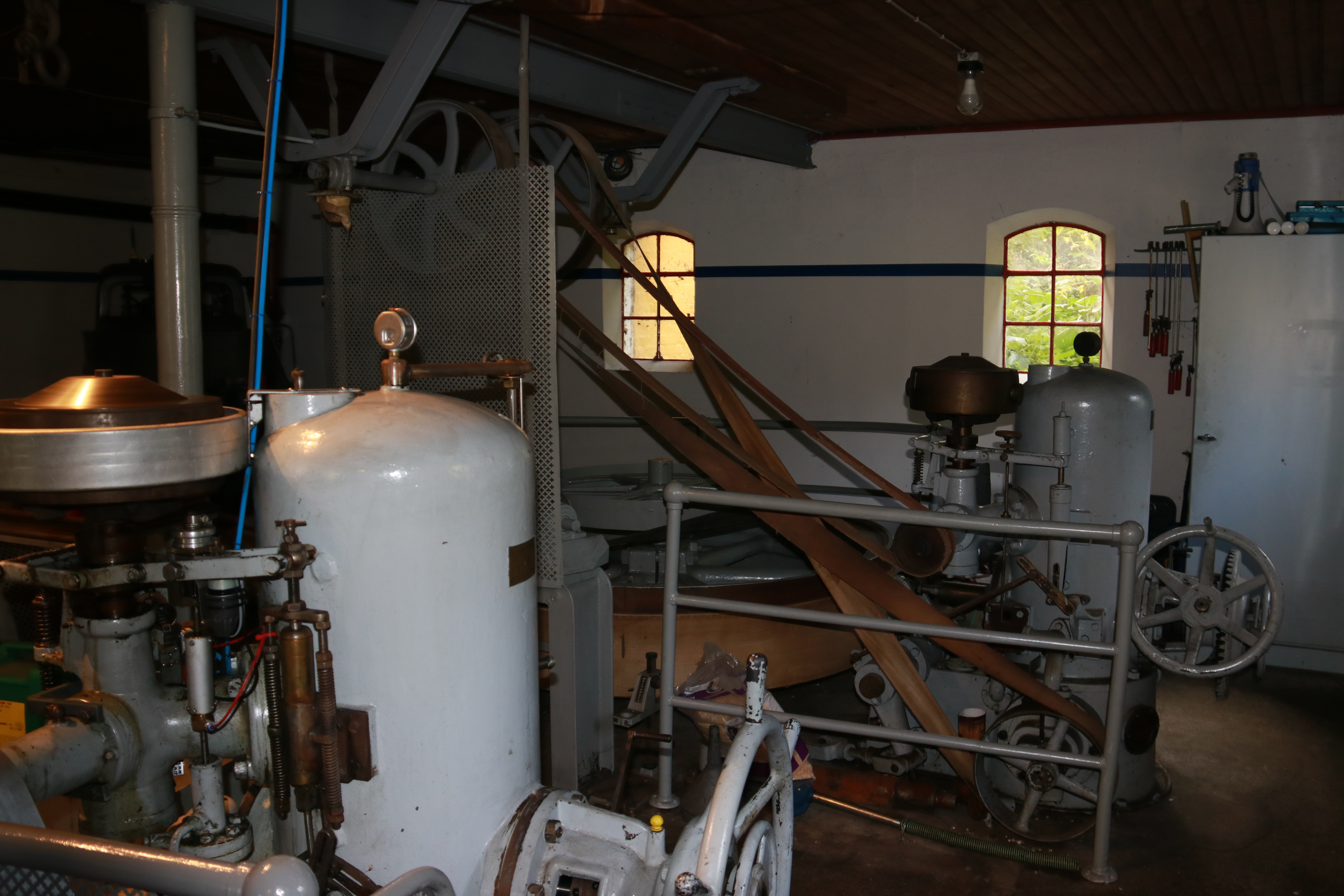
Maschinenhaus (2019)

Die Energiekrise der 1970er Jahre schuf ein zunehmendes Interesse an alternativen Energiequellen wie Wind- und Wasserkraft, Sonnenenergie und Biogas. Deshalb wurde das Kraftwerk am 6. November 1980 wieder in Betrieb genommen.
Der hier erzeugte Gleichstrom konnte nicht direkt in das Stromnetz eingespeist werden. So wurde er per Kabel zum Heizwerk der Stadt geführt, wo mit Hilfe des Stromes Wasser erwärmt wurde. Dieses wurde als Fernwärme zu den einzelnen Häusern geleitet.
Aufgrund des Verschleißes von Generator und Turbinen wurde der Betrieb Ende 1997 erneut eingestellt. Da das Kraftwerk das letzte wasserbetriebene Gleichstromkraftwerk in Dänemark ist, begann eine Gruppe Freiwilliger, das Werk instand zu setzen. Am 22. Dezember 2003 wurde die größere der beiden Turbinen in Betrieb genommen, am 19. Juni 2004 wurde das Werk wieder offiziell eingeweiht.
Über einen Wechselrichter, der die Gleichspannung in Wechselspannung umwandelt, und einen Transformator wird die Produktion in das öffentliche 10-kV-Netz eingeleitet. Die Anlage ist sehr wartungsbedürftig, so dass das ganze Jahr über zeitweise Wartungspersonal vor Ort ist und das Kraftwerk bei freiem Eintritt besichtigt werden kann.

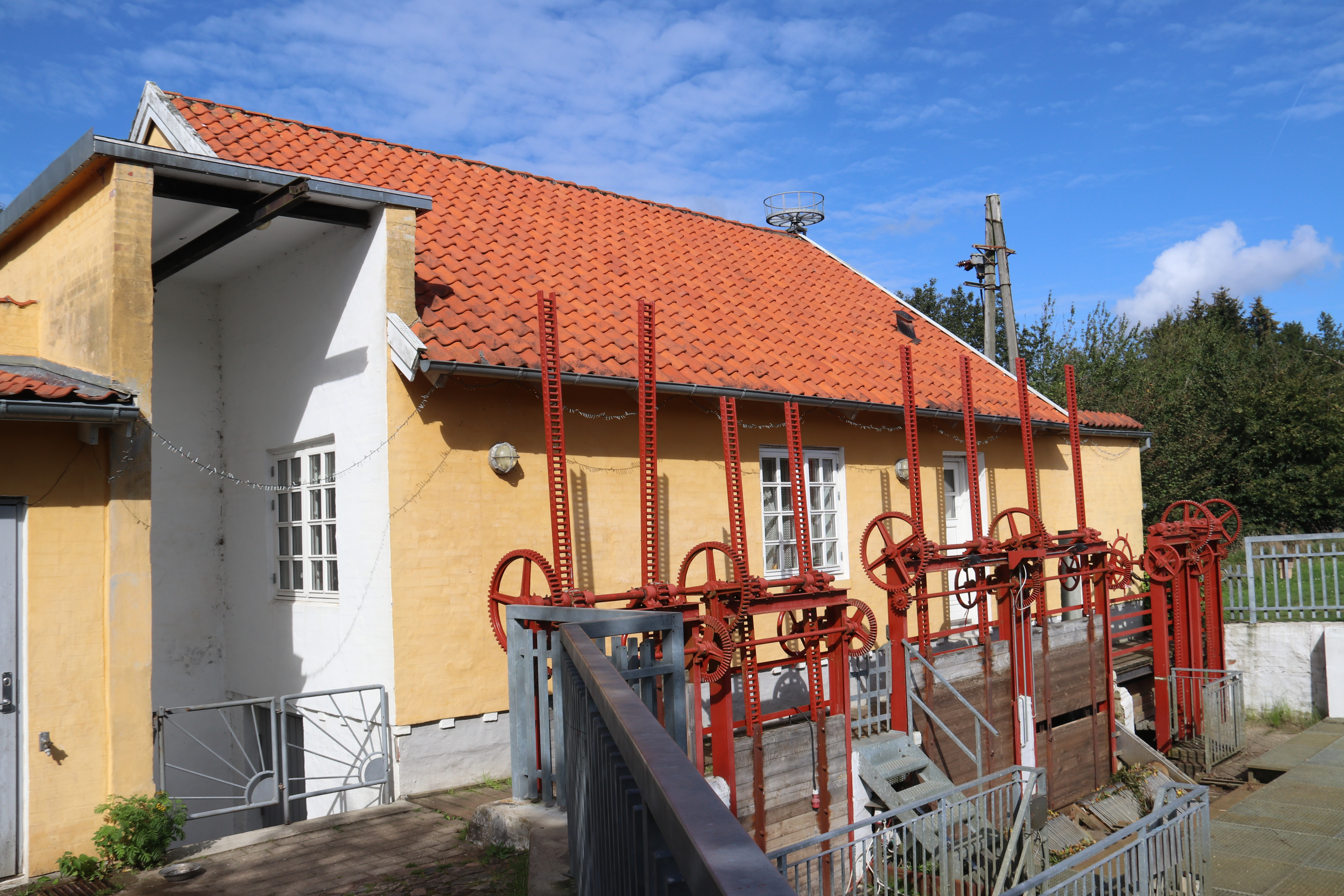
Wasserzulaufschieber (2019)

## Technische Daten
- Generatordrehzahl etwa 800/min
- Francis-Turbine, Turbinendrehzahl etwa 110/min
- Die maximale Leistung beträgt 65 kW, die maximale Tagesleistung in der Praxis etwa 1200 kWh/d = 1,2 MWh/d
- Die typische Tagesproduktion beträgt 800 kWh/a, die Jahresarbeit im Jahr 2011 betrug 388.000 kWh/a = 44,3 kW
- Fallhöhe max. 3,30 m
- Durchfluss bei maximaler Leistung 3–4 Kubikmeter pro Sekunde
- Stababstand im Treibgutrechen vor dem Turbineneinlauf beträgt einen Zentimeter